# Hans Henningsen
Hans Henrik Henningsen (14. juni 1886 i København – 19. maj 1952 sammesteds) var en dansk maler.
Henningsen fik undervisning af sin bedstefar Frederik Vermehren og gik Kunstakademiet 1903-1908 under August Jerndorff og Viggo Johansen. Henningsens studiekammerat på Akademiet, Kai Nielsen, fik betydning for ham og bevirkede, at hans interesse efterhånden samlede sig om portrættet og den plastiske form. Henningsen er blevet en anvendt portrætmaler og har udført en lang række portrætter, og af disse kan nævnes borgmester Anthon Andersen, de tre professorer Fini Henriques, Ernst Schmiegelow Elis Strömgren og direktør Helge Jacobsen. Han har desuden malet portrætter af flere kongelige.
I 1921 fik Henningsen Eckersberg medaljen.

## Ekstern henvisning
- Hans Henningsen på Kunstindeks Danmark/Weilbachs Kunstnerleksikon